# Michelle Benítez
Michelle Jonathan Benítez Valenzuela (ur. 12 lutego 1996 w Culiacán) – meksykański piłkarz występujący na pozycji lewego obrońcy, od 2025 roku zawodnik amerykańskiego Sacramento Republic.